# Condensação de Claisen
A condensação de Claisen é uma reação química da química orgânica que se dá entre dois ésteres e uma cetona em presença de uma base forte, dando lugar a um β-ceto-éster ou a uma β-dicetona. É uma reação onde se forma um ligação simples carbono-carbono (C-C). Seu nome é em honra do químico alemão Rainer Ludwig Claisen, que primeiro publicou seu trabalho sobre a reação em 1881.

## Requerimentos
Ao menos um dos reagentes deve ser enolizável (ter um α-próton e estar hábil a submeter-se a deprotonação para formar o ânion enolato). Existe um número de diferentes combinações de compostos de carbonila enolizáveis e não enolizáveis que formam uns pouco diferentes tipos de condensações de Claisen.

## Mecanismo
| Animation zum Reaktionsmechanismus der Claisen-Kondensation |
| animação                                                    |